# العلاقات السيشلية الطاجيكستانية
العلاقات السيشلية الطاجيكستانية هي العلاقات الثنائية التي تجمع بين سيشل وطاجيكستان.

## مقارنة بين البلدين
هذه مقارنة عامة ومرجعية للدولتين:
| وجه المقارنة                                              | سيشل                                                | طاجيكستان                          |
| --------------------------------------------------------- | --------------------------------------------------- | ---------------------------------- |
| المساحة (كم2)                                             | 459                                                 | 143.10 ألف                         |
| عدد السكان (نسمة)                                         | 95.84 ألف                                           | 8.92 مليون                         |
| الكثافة السكانية (ن./كم²)                                 | 20.88 ألف                                           | 62.33                              |
| العاصمة                                                   | فيكتوريا                                            | دوشنبه                             |
| اللغة الرسمية                                             | لغة فرنسية، لغة إنجليزية، اللغة الكريولية السيشيلية | اللغة الطاجيكية                    |
| العملة                                                    | روبية سيشلية                                        | ساماني طاجيكي، الروبل الطاجيكستاني |
| الناتج المحلي الإجمالي (بليون دولار)                      | 1.49 مليار                                          | 7.15 مليار                         |
| الناتج المحلي الإجمالي (تعادل القوة الشرائية) بليون دولار | 2.54 مليار                                          | 24.03 مليار                        |
| الناتج المحلي الإجمالي الاسمي للفرد دولار أمريكي          | 15.48 ألف                                           | 925                                |
| الناتج المحلي الإجمالي للفرد دولار أمريكي                 | 26.42 ألف                                           | 2.69 ألف                           |
| مؤشر التنمية البشرية                                      | 0.772                                               | 0.624                              |
| رمز المكالمات الدولي                                      | +248                                                | +992                               |
| رمز الإنترنت                                              | .sc                                                 | .tj                                |
| المنطقة الزمنية                                           | ت ع م+04:00                                         | ت ع م+05:00                        |

## منظمات دولية مشتركة
يشترك البلدان في عضوية مجموعة من المنظمات الدولية، منها:
| علم المنظمة | اسم المنظمة                        | تاريخ انضمام سيشل | تاريخ انضمام طاجيكستان |
| ----------- | ---------------------------------- | ----------------- | ---------------------- |
|             | مؤسسة التمويل الدولية              | 11 يونيو 1981     | 2 ديسمبر 1994          |
|             | منظمة حظر الأسلحة الكيميائية       | 29 أبريل 1997     | ?                      |
|             | الأمم المتحدة                      | 21 سبتمبر 1976    | 2 مارس 1992            |
|             | الاتحاد الدولي للاتصالات           | 17 سبتمبر 1999    | 28 أبريل 1994          |
|             | منظمة الشرطة الجنائية الدولية      | 1 سبتمبر 1977     | ?                      |
|             | البنك الدولي للإنشاء والتعمير      | 29 سبتمبر 1980    | 4 يونيو 1993           |
|             | الاتحاد البريدي العالمي            | ?                 | ?                      |
|             | وكالة ضمان الاستثمار متعدد الأطراف | 15 سبتمبر 1992    | 9 ديسمبر 2002          |
|             | يونسكو                             | 18 أكتوبر 1976    | 6 أبريل 1993           |
|             | الفريق المعني برصد الأرض           | ?                 | ?                      |